# Діона (супутник)
Діона (лат. Dione, грец. Διώνη) — вісімнадцятий за віддаленістю від планети супутник Сатурна. Відкритий Джованні Доменіко Кассіні в 1684 році. Діаметр 1120 км. Радіус орбіти 377 тис. км. Має співорбітальні супутники Гелену (Єлену) і Полідевка. На поверхні супутника видно деформації кори, що свідчить про певну геологічну активність.
У грецькій міфології Діона — донька Урана і Геї, сестра Кроноса, мати Афродіти.

## Атмосфера
У 2012 р. НАСА повідомило про виявлення в атмосфері Діони кисню.. Кількість кисню невелика - 0,01 - 0,09 йона кисню на кубічний сантиметр екзосфери. Йони кисню утворюються в результаті бомбардування поверхні супутника зарядженими частками, захопленими магнітним полем Сатурна.